# Frank József (növénynemesítő)
Frank József (Hódmezővásárhely, 1945. április 13.– ) Széchenyi-díjas növénynemesítő, címzetes egyetemi tanár, politikus.
Kutatási területe: növénygenetika, növénynemesítés.

## Életpályája
Szülővárosában, a Bethlen Gábor Gimnáziumban érettségizett. Felsőfokú tanulmányokat a szegedi József Attila Tudományegyetemen folytatott biológia–földrajz szakon. 1968-ban nyert biológia–földrajz szakos középiskolai tanári diplomát. Iregszemcsén kapott állást a Takarmánytermesztési Kutató Intézetben, ahol gyakornokként, majd tudományos munkatársként dolgozott. Egyetemi doktori disszertációját 1970-ben védte meg. MTA ösztöndíjjal lett aspiráns, a napraforgó nemesítéssel foglalkozott, ebből a témából írt kandidátusi disszertációját 1976-ban védte meg.
1975-től a szegedi Gabonatermesztési Kutató Intézet tudományos munkatársa (1975–78), osztályvezetője (1984–90), majd főosztályvezetője (1984–90), 1991-től főigazgatója lett, majd 1998-ig a Gabona Kht. igazgatója. Akadémiai nagydoktori disszertációját 1989-ben védte meg, elérte a tudományok doktora fokozatot. Nagy eredményeket ért el; 17 napraforgófajtát szabadalmaztatott, összesen 41 szabadalom és 61 tudományos közlemény szerzője. 1991-ben a DATE Főiskolai Karának tanszékvezetőjévé nevezték ki. Számos tudományos tisztséget és társasági tagságot vállalt az 1990-es években, köztük: A szegedi Akadémiai Bizottság mezőgazdasági szakbizottsága tagja 1990-től; a Növénytermesztés c. szakfolyóirat szerkesztőbizottságának tagja (1992), az Országos Akkreditációs Bizottság Agrárszekciójának elnöke (1992); az MTA Növénynemesítési Bizottságának elnöke (1996).
Frank József, a Gabonakutató Kht. főigazgatója 1998-ban függetlenként, a Független Kisgazdapárt támogatásával bejutott a megyei közgyűlésbe, 1998-tól 2006-ig volt a Csongrád megyei közgyűlés elnöke.

## Alapítványa
Frank József 1989-ben létrehívta a Frank-Helianthus Közhasznú Alapítványt, amelynek kuratóriuma értékeli és díjazza azon kutatók kimagasló eredményeit, akik a növénybiológia, a növénynemesítés és a növénytermesztés területén dolgoznak.

## Tanulmányai (válogatás)
- A napraforgó. Szeged, Szegedi Nyomda, 1988. 15 p. (Doktori értekezés tézisei)
- A napraforgó : Helianthus annuus L. Társszerzőkkel. Budapest, Akadémiai Kiad., 1989. 413 p. ill. (Magyarország kultúrflórája ; 6. köt. : fészekvirágzatúak : 15.);(Kultúrflóra ; 61.)
- Étkezési napraforgó vonalak és hibridek tányér sclerotiniával szembeni ellenállóságának vizsgálata. Társszerzőkkel: Nagyné Kutni Rozália, Pávölgyi Lászlóné. IV. Növénynemesítési Tudományos Napok 1998. január 28–29. Budapest: MTA, 1998. 112. p.
- A napraforgó biológiája, termesztése. Budapest : Mezőgazda, [1999]. 422 p. 12 t. ill. ISBN 963-9239-00-3
- Napraforgó fajtabemutató : 2006–2007 Szentes / [projektvezető Frank József; felelős szerk. Horváthné Kővágó Erika]. Szentes : DABIC Dél-Alföldi Bio-Innovációs Centrum Kht : Szeged : Csongrád Megyei Agrár Kht, 2007. 27 p. (Tájékoztató; 6.)

## Díjak, elismerések (válogatás)
- MÉM Kiváló Munkáért (1979)
- FAO Emlékérem (1985)
- Munka Érdemrend ezüst fokozat (1987)
- Baross László Emlékérem (1989)
- Gábor Dénes-díj (1991)
- Széchenyi-díj (1993) – eredményes, nagy értékű napraforgóhibridek nemesítéséért, hazai és külföldi elterjesztéséért
- Szegedért Érdemérem (1997)
- Szőkefalvi-Nagy Béla-díj (2018)